# Google Авіаквитки
Google Авіаквитки — послуга онлайн-бронювання авіаквитків, яка спрощує процес купівлі авіаквитків через сторонніх постачальників. Він був запущений Google в 2011 році після викупу. Зараз це частина Google Travel.

## Історія
У квітні 2011 року Антимонопольний відділ Міністерства юстиції США схвалив придбання компанією Google за 700 мільйонів доларів програмного забезпечення ITA. 13 вересня 2011 року Google запустив Google Авіаквитки, який використовував алгоритми, отримані в результаті цієї покупки.

## Особливості
Інновація сервісу Google Авіаквитки полягає в тому, що він дозволяє застосовувати відкритий пошук на основі різноманітних критеріїв, не зациклюючись лише на пункті призначення. Наприклад, користувач може здійснити пошук рейсів у межах періоду часу і бюджету та отримати пропозицію — різноманітні варіанти аеропортів для прильоту. Крім того, користувач може вибрати пункт призначення, і Google Авіаквитки розрахує кожну ціну за кожен день наступних 12 місяців, з відображенням на графіку або в таблиці. Це дозволяє користувачам легко визначити найоптимальнішу дату польоту до пункту призначення.
Послугу відразу порівняли з конкурентами, такими як Expedia, Orbitz, Kayak.com та Bing.
Невдовзі після запуску сайту Expedia засвідчила підкомітету з питань судової влади Сенату про те, що Google не виконав обіцянку класифікувати списки Google Авіаквитки під списками конкурентів у пошуку Google.
 